# Kovas (Литва)
Командование специального назначения «Kovas» (Грач) (лит. Specialiosios paskirties valdyba „Kovas“) — отдельное подразделение спецназа пограничной службы Литвы.  Подразделение в военное время вместе со службой входит в состав Вооружённых сил Литвы.

## Задачи
Выполняет задачи по антитеррору на территории приграничной зоны территории Литвы. Выполняет рейды и засады, криминальную и военную разведку, конвоирование совместно с криминальным управлением погранслужбы. Действует на приграничной территории, внутри страны, заграницей. Основной задачей отдела является борьба с контрабандистами на территории Литвы и стран ЕС.
Команды отдела могут быть задействованы для поддержки офицеров пограничной службы в случаях нестандартных ситуаций. Известны случаи применения подразделения для подавления беспорядков.

## История
Истоки подразделения происходят из отряда быстрого реагирования (GRB) Вильнюсского отряда погранохраны при оборонном ведомстве, позже пограничной полиции Литвы переподчинённой МВД.
20 апреля 1999 года подразделение в связи с расширением численности состава GRB, было принято решение об создании подразделений специального назначения в каждом пограничном отряде - подразделения получили наименования отрядов специального назначения (SPB).   
В 2011 году отряды спецназа были переформированы в заставы спецназначения (SPU). Позднее они были переименованы в команды (SPK).
1 июля 2019 года было принято решение полностью реформировать существующие команды под единое управление, команды из местного подчинения были переведены под единое управление отдела специального назначения. Была обновлена концепция подразделения, так например в 2020 году обучением команд отдела занимались как силы специальных операций Литвы так и сил специальных операций США.
В 2025 году согласно реформе отдел специального назначения (SPS) расширен до численности командования и переименован в Kovas. 
Командование сотрудничает с аналогичными подразделениями различных ведомств Литвы (Aras, ORKA, ССО Литвы) и стран ЕС (через Frontex), НАТО.

### Операции
Подавляющее большинство информации о операциях отдела внутри страны и за рубежом не распространяется. 
В статьях литовских СМИ на тему подразделения указываются операции в основном по борьбе с контрабандой, нелегальной миграцией и работорговлей, входящие в функции службы погранохраны, однако в дополнительные функции подразделения входит также обеспечение общественной безопасности в интересах МВД.
- Известно об вербовке информаторов среди местного населения для поимки контрабандистов[3].
- Освящались моменты подавления беспорядков в Вильнюсе в 2009 году (подразделениями SPB[4]) и в Центре регистрации иностранцев во время миграционного кризиса на границе с Белоруссией[5].
- Также Вильнюский SPB (ныне SPK) известен операцией по штурму транзитного поезда Москва-Калининград в 2003 году, когда группа национал-большевиков (граждан РФ) приковали себя к поручням в поезде и сопротивлялись офицерам погранслужбы.[6]

### Соревнования
Начиная с самих истоков существования подразделений спецназа погранохраны проводятся различные соревнования с родственными подразделениями из разных стран мира, таких как SPB и SPU. Они являлись многократными чемпионами на внутренних и международных соревнованиях.
Бойцы SPS участвуют в международных и внутренних соревнованиях, часто занимают призовые места - в последний раз SPS участвовали в комбинированных соревнованиях в 2019 году. там заняли первое место (второе место спецподразделение ДПСУ "Дозор" обойдя латвийское подразделение "Сигма" и польский пограничный спецназ).

## Структура
Точная численность отдела и командиры отделов засекречены. Структура командования:
- Командование специального назначения «Ковас» (Грач):
  - Отдел специального назначения «Восток»
    - Команда специального назначения «Перкунас» (Вильнюс)
    - Команда специального назначения «Варена» (Варена)

  - Отдел специального назначения «Запад»
    - Команда специального назначения «Пагегяй» (Пагегяй)
    - Команда специлаьного назначения Береговой охраны (Клайпеда)

## Отбор
Личный состав отбирается ежегодно из числа сотрудников внутренней системы МВД и системы национальной обороны.

## Вооружение

##### Стрелковое оружие
- G36KA4 и его дальнейшие модификации.
- Пистолеты семейства Glock.
- FN Minimi Mk.3
- HK MP5
- Benelli M4

##### Автомобильная техника
- Toyota Land Cruiser (маркированные и не маркированные)
- Volkswagen Crafter
- Различные гражданские автомобили для оперативной работы.

##### Морской транспорт
- Моторные лодки
- Жёстко-корпусные надувные лодки

##### Авиационная техника
- Отдел не имеет собственной авиации однако сотрудничает с авиационным управлением погранслужбы.

- Сотрудники на учениях &amp;quot;Прикрытие 2023&amp;quot;.